# 瑞金礦業
瑞金礦業有限公司是一所於香港交易所上市的公司，主要股東是吳瑞林，主要業務是在中国內蒙古自治区赤峰開採礦業。2009年2月23日在香港交易所掛牌，當時招股定價6.25港元。
但另一個最大插曲是大股東涉違規押股事件，因此被港交所勒令停牌，包括股份及備兌認股證，以進行解釋事件。而在2011年10月12日，集團核數師德勤已辭任。
瑞金礦業由花旗銀行保薦，張遠聲（Richard Zhang）為項目團隊主要負責人。花旗由於在該項目上失職及沒有監管其項目團隊，在2018年5月被香港證監會罰款5600萬港幣。據悉，張遠聲同樣領導了香港上市歷史上堪稱最大醜聞的天合化工項目，另外其主導的金石礦業也被香港證監會譴責。2019年11月25日，因長期停牌，瑞金礦業的上位地位被香港交易所取消。